# 64553 Segorbe
64553 Segorbe è un asteroide della fascia principale. Scoperto nel 2001, presenta un'orbita caratterizzata da un semiasse maggiore pari a 2,3465831 UA e da un'eccentricità di 0,1515168, inclinata di 6,41359° rispetto all'eclittica.
Dal 10 settembre al 9 novembre 2003, quando 69230 Hermes ricevette la denominazione ufficiale, è stato l'asteroide denominato con il più alto numero ordinale. Prima della sua denominazione, il primato era di 58084 Hiketaon.
L'asteroide è dedicato all'omonima località spagnola.